# Selección masculina de rugby 7 de Costa Rica
La Selección masculina de rugby de Costa Rica representa al país ante la World Rugby exInternational Rugby Board. Es uno de los mejores exponentes de este deporte en el área centroamericana. La Federación de Rugby de Costa Rica es miembro desde el 31 de marzo de 2006 de Sudamérica Rugby (exCONSUR).
Son la selección que representa a Costa Rica en la modalidad de rugby 7 Rugby a selección masculina de rugby 7 de Costa Rica también llamada Guarias VII. Está regulada por la Federación de Rugby de Costa Rica compitiendo por torneos organizados por la Sudamérica Rugby y también compitiendo en torneos regionales de naciones avalados por el comité Olímpico como Juegos Deportivos Centroamericanos y entre otros. También ocasionalmente participa en circuitos de rugby sevens.
La variante Rugby 7 al volverse deporte olímpico logró que el comité Olímpico Costarricense subsidiaria a ICODER le diera importancia y apoyo a esta rama ayudando a su recreación formando un deporte que puede mantenerse activo con progreso a largo plazo en los últimos años ha podido tener más fogueos donde en los últimos.
También el torneo Rainforest Rugby Sevens 2014 fue sede en Costa Rica aunque en una actuación regular se destaca por ser la única edición de un torneo oficial de selecciones en el país logrando el cuarto lugar.

## Participación en copas
| - No ha participado - No ha clasificado - No ha clasificado - Mayagüez 2010: 8º puesto - Veracruz 2014: 7º puesto - Barranquilla 2018: 7º puesto - San Salvador 2023: 7º puesto - Managua 2017 2º puesto | - Santiago 2019: 8º puesto - Viña del Mar 2020: no participó - San José 2021: 5º puesto - San José 2022: 7º puesto - Montevideo 2023: no participó - Lima 2024: 8º puesto - Lima 2025: 6º puesto - Rainforest Rugby Seven´s 2014: - American Sevens 2016: 7º puesto - Copa Desafío Volaris 2019: 2° puesto |

## Palmarés
- Seven Centroamericano Masculino (2): 2021, 2022, 2023[3]
- Torneo de Seven San Jose 2010: Campeón
- Juegos Centroamericanos 2017: Subcampeones